# صوفيا حياة
صوفيا حياة (بالإنجليزية: Sofia Hayat)‏ هي عارضة، وممثلة ومغنية بريطانية، ولدت في 6 ديسمبر 1984.

## وصلات خارجية
- صوفيا حياة على موقع IMDb (الإنجليزية)
- صوفيا حياة على موقع قاعدة بيانات الفيلم (الإنجليزية)